# Washington Court House
Pour les articles homonymes, voir Washington.
Washington Court House est une ville de l'État de l'Ohio, aux États-Unis. Elle est le siège du comté de Fayette.

## Géographie
Selon les données du Bureau du recensement des États-Unis, Washington Court House a une superficie de 16,8 km² (soit 6,5 mi²) dont 16,7 km² (soit 6,4 mi²) en surfaces terrestres et 0,2 km² (soit 0,1 mi²) en surfaces aquatiques.

## Démographie
Washington Court House était peuplée, lors du recensement de 2000, de 13 524 habitants.